# Acalypha wigginsii
Acalypha wigginsii är en törelväxtart som beskrevs av Grady Linder Webster. Acalypha wigginsii ingår i släktet akalyfor, och familjen törelväxter. Inga underarter finns listade i Catalogue of Life.